# Alto Longá (kommun)
Alto Longá är en kommun i Brasilien.   Den ligger i delstaten Piauí, i den östra delen av landet, 1 300 km nordost om huvudstaden Brasília. Antalet invånare är 13 654.
Följande samhällen finns i Alto Longá:
- Alto Longá

Omgivningarna runt Alto Longá är huvudsakligen savann. Runt Alto Longá är det mycket glesbefolkat, med 7 invånare per kvadratkilometer.